# Vera Kopetz

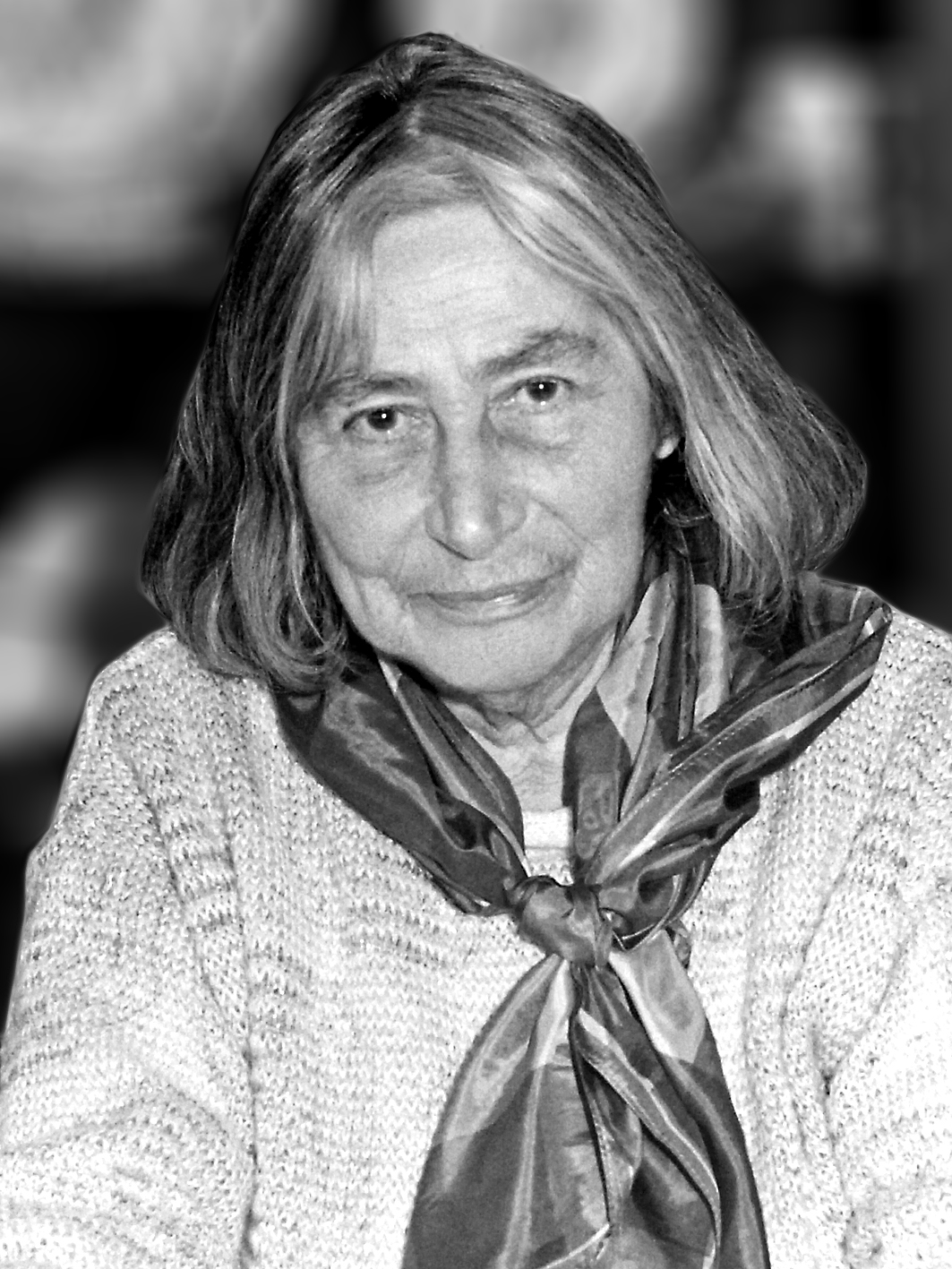
Vera Kopetz

Vera Glykeria Kopetz (* 13. Februarjul. / 26. Februar 1910greg. in Sankt Petersburg, Russisches Kaiserreich; † 6. Februar 1998 in Ückeritz, Usedom) war eine deutsche Malerin und Grafikerin.

## Leben und Werk
Ihr Vater war der russlanddeutsche Ethnologe Bruno Adler (1874–1942) und ihre Mutter die Russin Eugenie Wera Adler geb. Horwitz. Vera Kopetz verbrachte ihre Kindheit ab 1914 in Lausanne (Romandie) und ab 1922 in Weimar. 1928 übersiedelte sie nach Berlin. Sie fand eine Anstellung als Retuscheurin und besuchte Abendkurse an Albert Reimanns Schule für angewandte Kunst. 1930 heiratete sie den Fotografen Edmund Kopetz. Um 1935 unterhielt sie in Berlin-Friedenau ein Atelier für Stoff- und Seidenmalerei. Nach der Geburt zweier Söhne 1941 und 1942 zog die Familie 1944 zunächst kriegsbedingt nach Neubrandenburg, 1945 nach Schwerin. In Schwerin begann Vera Kopetz auch mit der künstlerischen Arbeit. Es folgten erste Ausstellungen in mecklenburgischen Städten. 1947 trennte sie sich von Mann und Kindern. 1952 wurde Vera Kopetz in den Verband Bildender Künstler der DDR aufgenommen, sie beteiligte sich in Folge an Gemeinschaftsausstellungen in beiden deutschen Staaten und Skandinavien. Während wiederholter Sommeraufenthalte auf Usedom ab 1956 fand sie Anschluss an den dortigen Künstlerkreis um Otto Niemeyer-Holstein und andere, nahm 1968 ihren Zweitwohnsitz in Ückeritz auf Usedom und siedelte 1978 endgültig dorthin über. Als eine der Ersten in der DDR beschäftigte sie sich ab 1956 mit der Siebdrucktechnik. Neben Ölbildern und Aquarellen schuf sie Mosaiken und Wandbilder (so für Gehörlosenschule und Ernst-Barlach-Theater in Güstrow, 1953; Fresko „Früchte Mecklenburgs“ für das Kulturhaus Mestlin, 1958 (1990 zerstört), Wandmosaik in der Pausenhalle der Mittelschule in Bernitt (1956/57)) und Altarbilder sowie Plastiken. Anlässlich ihres 80. Geburtstages stellte das Staatliche Museum Schwerin 1990 einen großen Teil ihres Œuvre aus. Bilder von Vera Kopetz befinden sich u. a. in den Beständen des Staatlichen Museums Schwerin und der Nationalgalerie Berlin. Der künstlerische Nachlass sowie der verbliebene Schriftverkehr ist 2022 der Stiftung Mecklenburg übereignet worden.

## Ehrungen
- Fritz-Reuter-Kunstpreis für das Mosaik in der Gehörlosenschule Güstrow Das Tor zum Leben (1956)
- Hans-Grundig-Medaille des VBK (1986)

## Ausstellungsbeteiligungen
- 1952: Bautzen, Görlitz und Zittau (Wanderausstellung „Berliner Künstler“)
- 1953 bis 1973: Dresden, alle Deutsche Kunstausstellungen bzw. Kunstausstellungen der DDR
- 1957: Schwerin, Staatliches Museum („Künstler schaffen für das Dorf“)
- 1958: Berlin: Deutsche Akademie der Künste (Jahresausstellung)
- 1960: Berlin, Pavillon der Kunst („Frauenschaffen und Frauengestalten in der bildenden Kunst. 50 Jahre Internationaler Frauentag.“)
- 1972, 1974, 1979 und 1985: Schwerin, Bezirkskunstausstellungen
- 1969 und 1974: Berlin („Grafik in der DDR“)
- 1970: Berlin, Altes Museum („Auferstanden aus Ruinen. Druckgraphik und Zeichnungen 1945 – 1970“)
- 1974: Weimar („Kunst für uns“)
- 1975 und 1979: Schwerin („Farbgrafik in der DDR“)
- 1985: Berlin: Neue Berliner Galerie im Alten Museum („Musik in der bildenden Kunst der DDR“)
- 1986: Gotha, Schlossmuseum („Das Urteil des Paris in der bildenden Kunst der DDR“)